# 山之口町 (薩摩川内市)
山之口町（やまのくちちょう）は、鹿児島県薩摩川内市の町。旧薩摩郡川内町山之口町、川内市山之口町。郵便番号は895-0032。人口は154人、世帯数は74世帯（2020年10月1日現在）。

## 地理
薩摩川内市の本土側の南西部、勝目川の下流域に位置している。字域の北方から東方にかけては勝目町、北方から西方にかけては矢倉町、西方には尾白江町、南方には川永野町がそれぞれ接している。
字域の南端部、尾白江町及び川永野町との境界上に田重岳があり、その東側を旧薩摩街道（後の国道3号のルート）が通っており、その周辺に集落が散在している。
字域の中央部を以前は国道3号が南北に通っていたが、隈之城バイパスが現道となったのに伴い、旧道部分は薩摩川内市道となっている。字域内には鉄道は通っておらず、最寄駅は隈之城駅である。

### 字名の由来
山之口町という字名は付近が大字東手の小字山口原の区域であったことに由来する。

## 歴史
1940年（昭和15年）2月10日に鹿児島県公報に掲載され、同日に施行された「 薩摩郡川内町、町名改稱竝區域變更」（鹿児島県告示）により「大字東手ヲ廢止シ其ノ區域中（中略）字鎧、仁禮木、田中平、土取、山口原、前迫、黒重、武元、上永田ノ區域ヲ山之口町（ヤマノクチチヨウ）ト」することが鹿児島県知事によって許可され、薩摩郡川内町大字東手のうち字鎧、仁禮木、田中平、土取、山口原、前迫、黒重、武元、上永田の区域を以て川内町の町「山之口町」が設置された。翌日の2月11日には薩摩郡川内町が単独で市制施行し川内市となった。
2004年（平成16年）10月12日に川内市、東郷町、入来町、祁答院町、樋脇町、下甑村、上甑村、鹿島村、里村が新設合併し薩摩川内市が設置された。この市町村合併に伴い設置された法定合併協議会において川内市の町・字については「現行通りとする。」と協定されたため、名称の変更は行われずに薩摩川内市の町となった。

### 字域の変遷
| 変更後           | 変更年             | 変更前           |
| ---------------- | ------------------ | ---------------- |
| 山之口町（新設） | 1940年（昭和15年） | 大字東手（一部） |

## 人口
以下の表は国勢調査による小地域集計が開始された1995年以降の人口の推移である。
| 年                 | 人口 |
| ------------------ | ---- |
| 1995年（平成7年）  | 183  |
| 2000年（平成12年） | 177  |
| 2005年（平成17年） | 157  |
| 2010年（平成22年） | 150  |
| 2015年（平成27年） | 131  |
| 2020年（令和2年）  | 154  |

## 施設

### 公共
- 山之口公民館

## 小・中学校の学区
市立小・中学校に通う場合、学区（校区）は以下の通りとなる。
| 大字     | 番地 | 小学校                   | 中学校                   |
| -------- | ---- | ------------------------ | ------------------------ |
| 山之口町 | 全域 | 薩摩川内市立隈之城小学校 | 薩摩川内市立川内南中学校 |

## 交通

### 鉄道
字域内には鉄道は通っていない。最寄りの駅は隈之城駅である。

### 道路
- 国道3号の旧道（現薩摩川内市道）が南北に縦断している。